# Liga Futsal de 1996
A Liga Futsal de 1996 é a 1.ª edição do principal torneio de futebol de salão do Brasil, à época organizado pela Confederação Brasileira de Futsal (CBFS). Nos dias atuais, corresponde oficialmente à Liga Nacional de Futsal.
Com representantes de três das cinco regiões do Brasil, a temporada inaugural do torneio foi vencida pelo Internacional de Porto Alegre, o primeiro dos "clubes de camisa" a levantar o troféu. Classificado ao mata-mata como líder isolado da primeira fase, o Colorado eliminou Tio Sam nas quartas, Goiás na semifinal e conquistou o título sobre o Vasco da Gama de Caxias do Sul.
Dentre os demais participantes, a General Motors obteve a melhor campanha e ficou apenas com a quarta colocação. Eliminado pelo futuro campeão, o Goiás, que chegou a vencer o jogo de ida por 4 a 1, alcançou o terceiro lugar.

## Regulamento

### Fase classificatória
Na primeira fase, as equipes competiram em grupo único, confrontando-se em dois turnos que invertem os mandos. A pontuação seguiu o sistema tradicional: 3 pontos por vitória, 1 ponto por empate e 0 por derrota. Em casos de empates na classificação, os critérios considerados foram, na ordem: número de vitórias, gols marcados e gols sofridos.

### Fase final
As 8 melhores equipes avançaram para a fase final, com chaveamento definido por posição de classificação: 1º colocado contra 8º e 4º colocado contra 5º na primeira chave; 2º colocado contra 7º e 3º colocado contra 6º na segunda. Cada um dos quatro vencedores se classificou às semifinais e, por fim, decidiram-se os finalistas do torneio. Enquanto quartas e semifinais foram disputadas em ida e volta, a final contou com a terceira partida na casa do clube de campanha superior. Em todo o mata-mata, o vencedor foi selecionado com base no placar agregado dos confrontos.

## Participantes
| Equipe         | Parceria(s)       | Cidade             | Estado |
| -------------- | ----------------- | ------------------ | ------ |
| AABB           | Topper            | São Paulo          | SP     |
| Arsenal        | Texaco            | Belo Horizonte     | MG     |
| Corinthians    | Lousano           | São Paulo          | SP     |
| General Motors | Chevrolet         | São Caetano do Sul | SP     |
| Goiás          | Futsal 2000       | Goiânia            | GO     |
| Internacional  | Ulbra             | Porto Alegre       | RS     |
| Minas          | São Geraldo       | Belo Horizonte     | MG     |
| Palmeiras      | Rhumell           | São Paulo          | SP     |
| Tio Sam        | —                 | Niterói            | RJ     |
| Vasco da Gama  | Dalponte e Unimed | Caxias do Sul      | RS     |

- A Ulbra, até então, era somente um "patrocínio". Portanto, a campanha é oficialmente atribuída apenas ao Internacional.[5]
- O Vasco da Gama corresponde ao "Futebol Clube" de Caxias do Sul, não ao "Club de Regatas" do Rio de Janeiro.

## Fase classificatória
| Pos | Equipe         | Pts | J  | V  | E | D  | GP | GC | SG  | %  | Classificação                      |
| --- | -------------- | --- | -- | -- | - | -- | -- | -- | --- | -- | ---------------------------------- |
| 1   | Internacional  | 38  | 18 | 11 | 5 | 2  | 70 | 41 | +29 | 71 | Classificados para a fase final    |
| 2   | General Motors | 33  | 18 | 9  | 6 | 3  | 58 | 41 | +17 | 62 | Classificados para a fase final    |
| 3   | Vasco da Gama  | 30  | 18 | 8  | 6 | 4  | 57 | 42 | +15 | 56 | Classificados para a fase final    |
| 4   | Goiás          | 26  | 18 | 7  | 5 | 6  | 46 | 45 | +1  | 49 | Classificados para a fase final    |
| 5   | AABB           | 23  | 18 | 7  | 2 | 9  | 46 | 46 | 0   | 43 | Classificados para a fase final    |
| 6   | Minas          | 23  | 18 | 6  | 5 | 7  | 54 | 60 | -6  | 43 | Classificados para a fase final    |
| 7   | Palmeiras      | 23  | 18 | 6  | 5 | 7  | 37 | 43 | -6  | 43 | Classificados para a fase final    |
| 8   | Tio Sam        | 18  | 18 | 5  | 3 | 10 | 48 | 68 | -20 | 34 | Classificados para a fase final    |
| 9   | Corinthians    | 18  | 18 | 5  | 3 | 10 | 37 | 50 | -13 | 34 | Eliminados na fase classificatória |
| 10  | Arsenal        | 17  | 18 | 5  | 2 | 11 | 44 | 61 | -17 | 32 | Eliminados na fase classificatória |

### Resultados
Na horizontal, os resultados como mandante. Na vertical, os resultados como visitante.
|                | AABB | ARS | COR | GM  | GOI | INT | PAL | MIN | TIO  | VAS |
| -------------- | ---- | --- | --- | --- | --- | --- | --- | --- | ---- | --- |
| AABB           | —    | 3-2 | 3-2 | 2-2 | 4-2 | 1-2 | 4-0 | 2-0 | 2-3  | 1-3 |
| Arsenal        | 3-2  | —   | 0-2 | 1-4 | 3-1 | 7-3 | 0-1 | 2-4 | 3-2  | 2-6 |
| Corinthians    | 4-3  | 3-3 | —   | 3-1 | 1-1 | 2-4 | 5-1 | 2-3 | 2-4  | 1-2 |
| General Motors | 1-1  | 3-1 | 5-2 | —   | 4-3 | 4-3 | 0-0 | 2-2 | 10-2 | 3-1 |
| Goiás          | 4-1  | 3-2 | 7-2 | 1-1 | —   | 1-5 | 6-5 | 2-1 | 3-2  | 3-3 |
| Internacional  | 6-3  | 7-1 | 4-1 | 5-1 | 2-2 | —   | 4-0 | 8-4 | 4-4  | 5-3 |
| Palmeiras      | 2-3  | 7-1 | 0-0 | 4-6 | 2-1 | 1-1 | —   | 2-1 | 4-1  | 1-1 |
| Minas          | 5-4  | 2-6 | 3-1 | 3-3 | 6-3 | 3-4 | 3-3 | —   | 5-5  | 3-6 |
| Tio Sam        | 1-5  | 4-3 | 4-1 | 2-5 | 0-2 | 2-2 | 2-4 | 3-4 | —    | 6-4 |
| Vasco da Gama  | 4-2  | 4-4 | 2-3 | 5-3 | 1-1 | 1-1 | 4-0 | 2-2 | 5-1  | —   |

## Fase final
|  | Quartas de final | Quartas de final | Quartas de final | Quartas de final |   |   | Semifinais | Semifinais | Semifinais | Semifinais |  |  | Final | Final | Final | Final |
|  |                  |                  |                  |                  |   |   |            |            |            |            |  |  |       |       |       |       |
|  |                  |                  |                  |                  |   |   |            |            |            |            |  |  |       |       |       |       |
|  |                  |                  |                  |                  |   |   |            |            |            |            |  |  |       |       |       |       |
|  | Internacional    | 4                | 6                |                  |   |   |            |            |            |            |  |  |       |       |       |       |
|  | Internacional    | 4                | 6                |                  |   |   |            |            |            |            |  |  |       |       |       |       |
|  | Tio Sam          | 2                | 1                |                  |   |   |            |            |            |            |  |  |       |       |       |       |
|  | Tio Sam          | 2                | 1                | Internacional    | 1 | 6 |            |            |            |            |  |  |       |       |       |       |
|  |                  |                  |                  |                  | 1 | 6 |            |            |            |            |  |  |       |       |       |       |
|  |                  | Goiás            | 4                | 2                |   |   |            |            |            |            |  |  |       |       |       |       |
|  | Goiás            | Goiás            | 4                | 2                | 4 | 8 |            |            |            |            |  |  |       |       |       |       |
|  | Goiás            |                  |                  |                  |   | 8 |            |            |            |            |  |  |       |       |       |       |
|  | AABB             | 3                | 3                |                  |   |   |            |            |            |            |  |  |       |       |       |       |
|  | AABB             | 3                | 3                | Internacional    | 2 | 4 | 6          |            |            |            |  |  |       |       |       |       |
|  |                  |                  |                  |                  | 2 | 4 | 6          |            |            |            |  |  |       |       |       |       |
|  |                  | Vasco da Gama    | 2                | 0                | 1 |   |            |            |            |            |  |  |       |       |       |       |
|  | General Motors   | Vasco da Gama    | 2                | 0                | 1 | 3 | 2          |            |            |            |  |  |       |       |       |       |
|  | General Motors   |                  |                  |                  |   | 3 | 2          |            |            |            |  |  |       |       |       |       |
|  | Palmeiras        | 3                | 1                |                  |   |   |            |            |            |            |  |  |       |       |       |       |
|  | Palmeiras        | 3                | 1                | General Motors   | 2 | 3 |            |            |            |            |  |  |       |       |       |       |
|  |                  |                  |                  |                  | 2 | 3 |            |            |            |            |  |  |       |       |       |       |
|  |                  | Vasco da Gama    | 2                | 4                |   |   |            |            |            |            |  |  |       |       |       |       |
|  | Vasco da Gama    | Vasco da Gama    | 2                | 4                | 4 | 3 |            |            |            |            |  |  |       |       |       |       |
|  | Vasco da Gama    |                  |                  |                  | 4 | 3 |            |            |            |            |  |  |       |       |       |       |
|  | Minas            | 4                | 2                |                  |   |   |            |            |            |            |  |  |       |       |       |       |
|  | Minas            | 4                | 2                |                  |   |   |            |            |            |            |  |  |       |       |       |       |

## Premiação
| Liga Futsal de 1996                |
| ---------------------------------- |
|                                    |
| Internacional Campeão (1.º título) |

### Seleção do campeonato
| Pos.         | Vencedor       | Equipe         |
| ------------ | -------------- | -------------- |
| Goleiro      | Serginho       | Internacional  |
| Fixo         | Márcio         | General Motors |
| Ala direito  | Manoel Tobias  | Internacional  |
| Ala esquerdo | Tchelo         | Vasco da Gama  |
| Pivô         | Ortiz          | Internacional  |
| Técnico      | PC de Oliveira | Internacional  |

### Prêmios individuais
| Prêmio         | Vencedor      | Vencedor      | Equipe        |
| -------------- | ------------- | ------------- | ------------- |
| Melhor jogador | Manoel Tobias | Manoel Tobias | Internacional |
| Artilheiro     | Ortiz         | 25 gols       | Internacional |

## Classificação final
| Pos | Equipe         | Pts | J  | V  | E | D  | GP | GC | SG  | %  | Classificação                      |
| --- | -------------- | --- | -- | -- | - | -- | -- | -- | --- | -- | ---------------------------------- |
| 1   | Internacional  | 54  | 25 | 16 | 6 | 3  | 99 | 53 | +46 | 72 | Campeão                            |
| 2   | Vasco da Gama  | 39  | 25 | 10 | 9 | 6  | 73 | 65 | +8  | 52 | Vice-campeão                       |
| 3   | Goiás          | 35  | 22 | 10 | 5 | 7  | 64 | 58 | +6  | 54 | Eliminados nas semifinais          |
| 4   | General Motors | 38  | 22 | 10 | 8 | 4  | 68 | 51 | +17 | 58 | Eliminados nas semifinais          |
| 5   | Minas          | 24  | 20 | 6  | 6 | 8  | 60 | 67 | -7  | 40 | Eliminados nas quartas de final    |
| 6   | Palmeiras      | 24  | 20 | 6  | 6 | 8  | 41 | 48 | -7  | 40 | Eliminados nas quartas de final    |
| 7   | AABB           | 23  | 20 | 7  | 2 | 11 | 52 | 58 | -6  | 39 | Eliminados nas quartas de final    |
| 8   | Tio Sam        | 18  | 20 | 5  | 3 | 12 | 51 | 78 | -27 | 30 | Eliminados nas quartas de final    |
| 9   | Corinthians    | 18  | 18 | 5  | 3 | 10 | 37 | 50 | -13 | 34 | Eliminados na fase classificatória |
| 10  | Arsenal        | 17  | 18 | 5  | 2 | 11 | 44 | 61 | -17 | 32 | Eliminados na fase classificatória |